# Jean Brassat
Jean Brassat est un acteur français né le 13 février 1928 à Mazamet (Tarn) et mort le 5 janvier 2003 à Albi (Tarn)
.

## Filmographie

### Cinéma
- 1963 : Les Carabiniers de Jean-Luc Godard
- 1967 : Réseau secret de Jean Bastia
- 1972 : La Guerre d'Algérie de Philippe Monnier et Yves Courrière (voix)
- 1976 : La ville est à nous de Serge Poljinsky
- 1978 : Molière d'Ariane Mnouchkine

### Télévision
- 1956 : Le Serrurier de Sannois de Claude Barma
- 1959 : En votre âme et conscience, épisode : Le Secret de Charles Rousseau de Jean Prat
- 1961 : Les Perses de Jean Prat
- 1961 : Hauteclaire ou le Bonheur dans le crime de Jean Prat
- 1966 : Rouletabille chez le tsar de Jean-Charles Lagneau
- 1968 : L'Affaire Beilis de Jean Bertho
- 1978 : Mamma Rosa ou la Farce du destin (série)